# Henry Robyn
Henry Robyn (Emmerik, 4 mei 1830 –  op zee, aan de kust van Cherbourg, 26 november 1878) was een Amerikaans-Duits componist, muziekpedagoog, cellist, pianist en schrijver. Hij was de jongere broer van de componist, muziekpedagoog en dirigent William Robyn (1814-1905) en de oom van de componist, muziekpedagoog, dirigent, organist en pianist Alfred George Robyn, die later carrière maakte in de Verenigde Staten. 

## Levensloop
Zoals zijn oudere broer had ook Henry Robyn een geregelde muziekopleiding genoten. In 1838, korte tijd na zijn broer, emigreerde ook hij naar de Verenigde Staten en hij woonde in Saint Louis (Missouri). Evenals zijn broer was hij lid van het Polyhymnia Orchestra van de "St. Louis Musical Society Polyhymnia" en van het filharmonisch orkest van Saint Louis. Hij was docent voor muziek aan het Missouri Institution for the Education of the Blind. Hij leidde de leerlingen op om het Braillesysteem te gebruiken om tekst en muziek in dit vijf-punten-systeem om te zetten en te lezen. Hij publiceerde het compendium Thorough Description of the Braille System for the Reading and Writing of Music (St. Louis, 1867, 12mo., 48 p.). Verder is hij auteur van de boeken Music Dictionary, Rudiments of Music en Thorough Bass. 
Henry Robyn was verder tot zijn overlijden instructeur voor muziek in de St. Louis Public Schools. Zoals alle muzikale familieleden was hij ook organist, bijvoorbeeld aan de oude Rooms-Katholieke kathedraal en aan de "St. Patrick's Church" in Saint Louis. Henry Robyn werd door keizer Peter I van Brazilië tot ridder geslagen vanwege zijn verdiensten voor de opleidingen van blinden.  
Als componist publiceerde hij samen met zijn broer in het maandelijks tijdschrift van de "St. Louis Musical Society Polyhymnia". Twaalf bladzijden met composities met onder andere een lied en acht pianostukken van Henry Robyn. Misschien zijn het de eerste gedrukte muziekstukken in de staat Missouri. In een van deze tijdschriften stond er ook een aanzet tot muziekonderwijs aan de basis- en middelbare scholen, Music as an Educational and Refining Medium.

## Composities

### Liederen
- 1868 Bright be the place of thy soul, voor zangstem en piano, op. 56

### Werken voor piano
- 1850 Belleville Waltz
- 8 pianostukken

## Publicaties
- Thorough Description of the Braille System for the Reading and Writing of Music St. Louis, 1867, 12mo., 48 p.
- Music Dictionary
- Rudiments of Music
- Thorough Bass
- Music as an Educational and Refining Medium.